# Округ Бака (Колорадо)
Бака (енгл. Baca County) је округ у америчкој савезној држави Колорадо. По попису из 2010. године број становника је 3.788. Седиште округа је град Спрингфилд.

## Демографија
Према попису становништва из 2010. у округу је живело 3.788 становника, што је 729 (16,1%) становника мање него 2000. године.
| Група             | 2000.         | 2010.         |
| Белци             | 4.084 (90,4%) | 3.323 (87,7%) |
| Афроамериканци    | 2 (0,0%)      | 24 (0,6%)     |
| Азијати           | 7 (0,2%)      | 6 (0,2%)      |
| Хиспаноамериканци | 317 (7,0%)    | 348 (9,2%)    |
| Укупно            | 4.517         | 3.788         |